# Bill Bell (Pianist)
William „Bill“ Bell Jr. (* 12. Juli 1936 in East Moline, Illinois; † 18. März 2017 in Oakland, Kalifornien) war ein US-amerikanischer Jazzmusiker (Piano, Arrangement, Komposition, auch Keyboard) und Musikpädagoge, der im Raum San Francisco als The Jazz Professor bekannt war.

## Leben und Wirken
Bell bekam eine Ausbildung zum Musiker und Arrangeur im Elternhaus sowie von seinem Cousin, dem Musiklehrer Mallie Williams. Nach dem Schulabschluss an der UTHS erwarb Bell 1958 den Bachelor in Musikpädagogik am Augustana College, bevor er den Master im selben Fach an der University of Iowa absolvierte. Mehrere Jahre unterrichtete er dann in Iowa; in den 1960er-jahren zog er an die Westküste. 1966 entstanden erste Aufnahmen mit Roy Eldridge (The Nifty Cat Strikes West). In den folgenden Jahrzehnten arbeitete er im Hauptberuf am Fachbereich Musik des College of Alameda; außerdem unterrichtete er Jazz-Improvisation an der University of California, Berkeley und leitete die Jazzband an der Stanford University. Zu seinen bekanntesten Schülern gehören Sheila E., Benny Green, Michael Wolfe und Jon Faddis. Ferner schrieb er Auftragskompositionen wie East Meets West für die Oakland Youth Symphony und Right On für die San Francisco Symphony. Unter eigenem Namen legte er die Alben Basically/To Live and Love (1979, mit Coke Escovedo und Marvin Holmes), The Jazz Professor (1995), Just Swing Baby (2005) und The Feeling of Jazz (2009) vor. Außerdem spielte er mit Benny Carter, Clark Terry, Lou Rawls, Louie Bellson, The Supremes, Art Farmer und Carmen McRae.